# Le Plessis-Pâté
Le Plessis-Pâté är en kommun i departementet Essonne i regionen Île-de-France i norra Frankrike. Kommunen ligger i kantonen Brétigny-sur-Orge som tillhör arrondissementet Palaiseau. År 2022 hade Le Plessis-Pâté 4 107 invånare.

## Befolkningsutveckling
Antalet invånare i kommunen Le Plessis-Pâté
| Referens: INSEE |